# Hüttenwasen
Der Hüttenwasen ist ein Sattel zwischen Feldberg (im Südosten) und Totem Mann (im Nordwesten), ein Übergang zwischen Zastler Loch und St.-Wilhelmer Tal im Schwarzwald. Er befindet sich im Naturschutzgebiet Feldberg.
Der Sattel fällt vom Feldberg nach Nordwesten hin zunächst steil bis auf 1231 m ü. NN ab und steigt dann sanfter zum Toten Mann hin wieder an. Der Hüttenwasen wird im Sommer als Hochweide für Kühe genutzt. Am unteren Ende der Hochweide befindet sich die Hüttenwasenhütte, ein kleiner hölzerner Unterstand.
Der Hüttenwasen ist nur zu Fuß, von der Stollenbacher Hütte (Zufahrt aus dem Zastlertal) bzw. der Erlenbacher Hütte (Zufahrt aus Oberried) am Toten Mann, aus dem Zastler Loch und dem St.-Wilhelmer Tal, vom Feldberg oder der Zastler Hütte aus erreichbar.
Am unteren Ende des Hüttenwasens, kurz unterhalb der Hüttenwasenhütte, beginnt der Alpine Pfad, einer der höchstgelegenen Wanderwege im Schwarzwald, durch das alpine Gelände der Nordabstürze von Feldberg und Stübenwasen, der durch seine exponierte Lage und seinen alpinen Charakter eine Besonderheit im Schwarzwald darstellt.

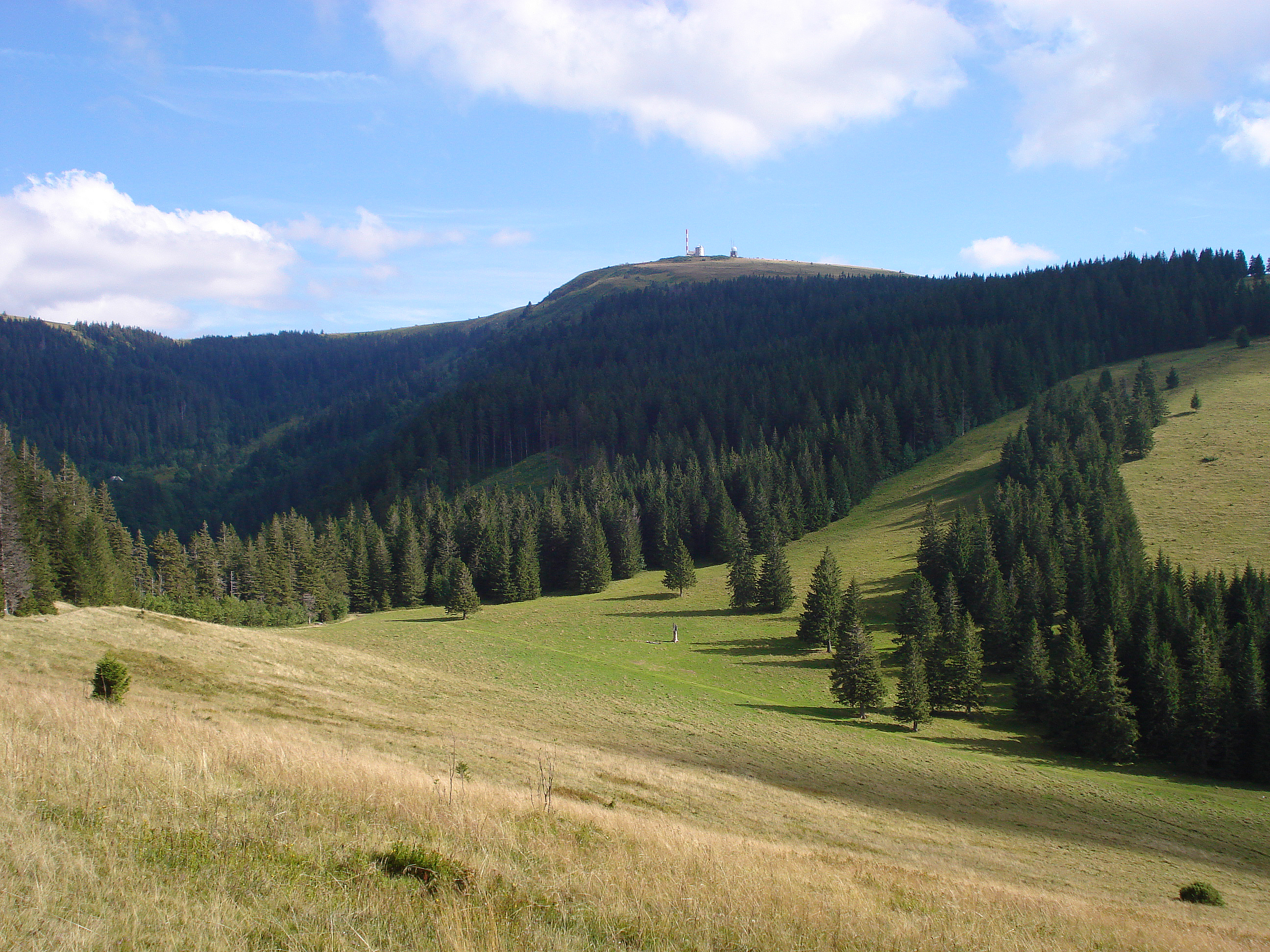
Der Hüttenwasen, im Hintergrund der Feldberg
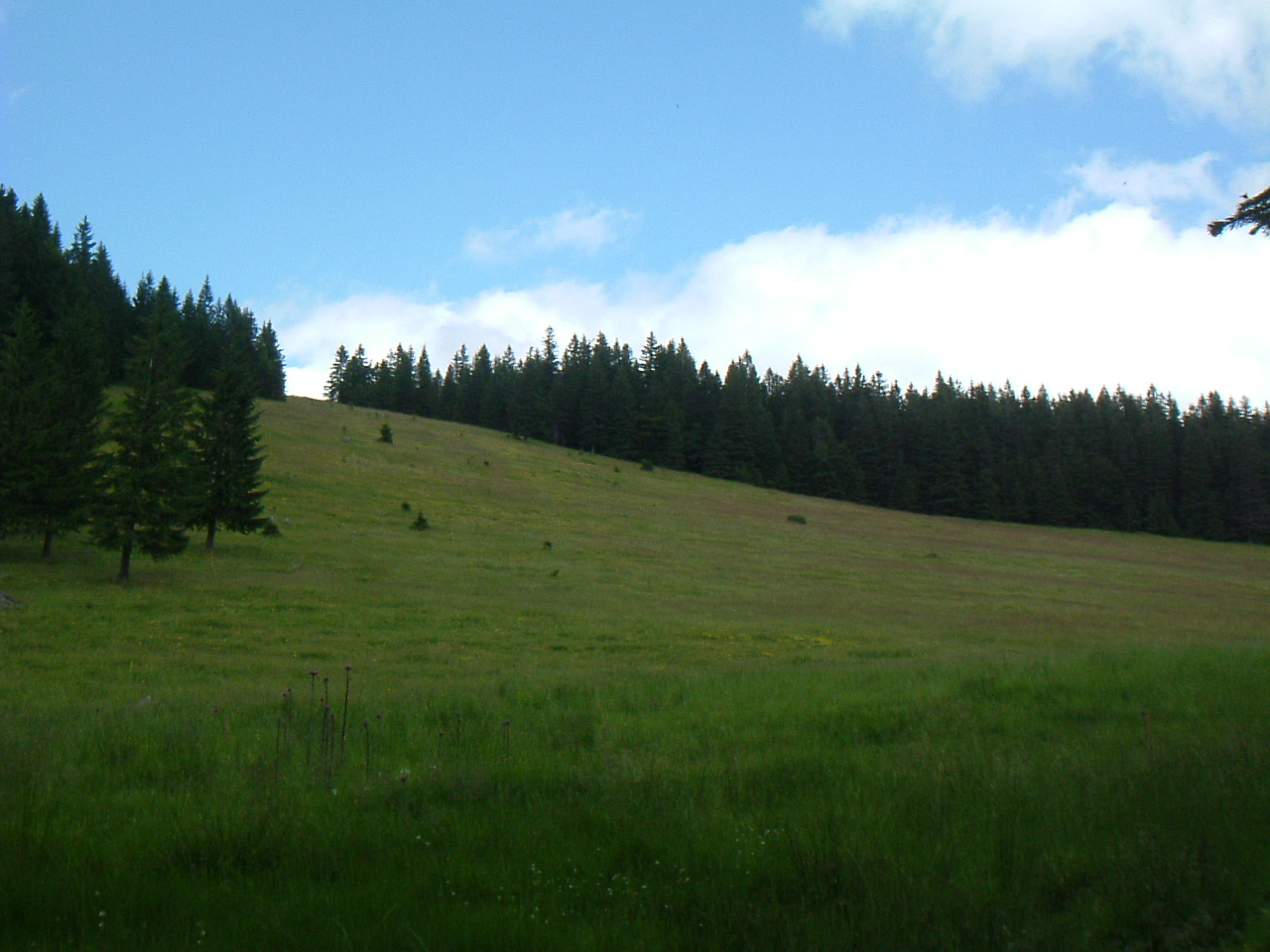
Blick auf die Feldbergseite des Hüttenwasens
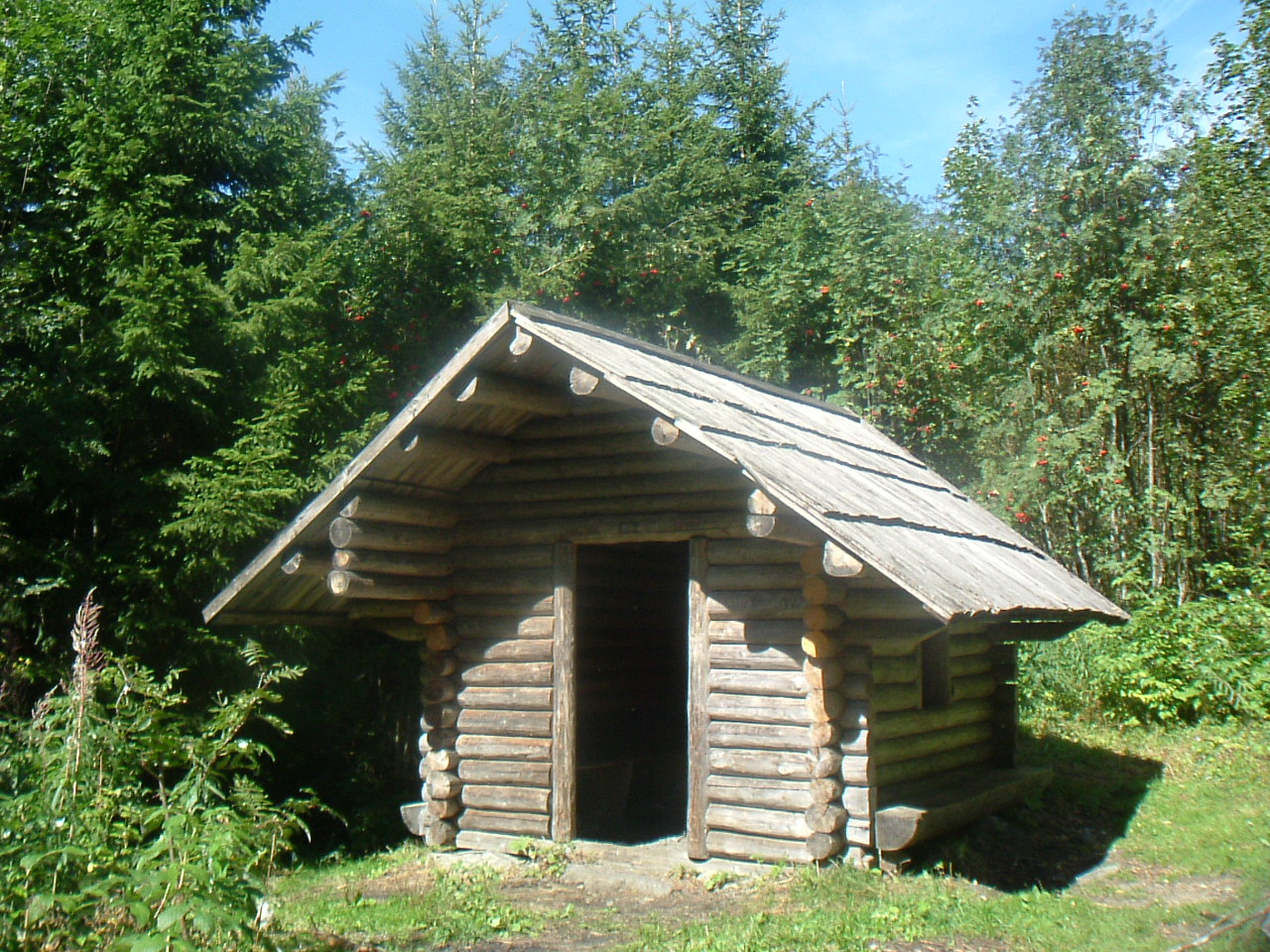
Schutzhütte Hüttenwasen („Hüttenwasenhütte“)

Koordinaten: 47° 53′ 8,9″ N, 7° 59′ 51,4″ O